# Tashlij
Tashlij (en hebreo: תשליך), quiere decir "echar" y es una tradición judía generalmente practicada en la primera tarde de Rosh HaShaná. Se trata de ir a un cuerpo de aguas vivas -en el que idealmente vivan peces- y se sacude la punta de la ropa para simbolizar que quién lo hace 'echa' sus pecados al mar. Como todas las prácticas judías esta manifestación externa es solo un simbolismo del proceso de arrepentimiento y meditación que la persona debe llevar a cabo.